# Steve Locher
Pour les articles homonymes, voir Locher.
Steve Locher, né le 19 septembre 1967 à Sion, est un ancien skieur alpin suisse, qui a mis un terme à sa carrière sportive à la fin de la saison 2002.

## Biographie
Ses meilleurs résultats sont une médaille de bronze aux Jeux olympiques d'Albertville en 1992 sur la face de bellevarde , une médaille de bronze aux championnats du monde de Vail en 1999 ainsi que 3 victoires en coupe du monde de ski.
Depuis 2005, il est entraîneur de Ski Valais et plus précisément de la structure NLZ mise en place par Pirmin Zurbriggen. Durant l'hiver, il est également consultant sportif à la télévision suisse romande et conseiller technique pour les jeunes skieur du Team Atomic Suisse. Il fut également chef entraîneur des disciplines techniques à Swiss-Ski, en Coupe du monde de 2010 à 2015.

## Palmarès

### Jeux olympiques
- Jeux olympiques de 1992 à Albertville (France) :
  -  Médaille de bronze en Combiné

### Championnats du monde
- Championnats du monde de 1999 à Vail-Beaver Creek (États-Unis) :
  -  Médaille de bronze en Géant

### Coupe du monde
- Meilleur résultat au classement général : 15e en 1993 et 1997
  - 3 victoires : 1 super-G et 2 géants

#### Saison par saison
- Coupe du monde 1990 :
  - Classement général : 42e
    - 1 victoire en super-G : Val-d'Isère II
- Coupe du monde 1991 :
  - Classement général : 56e
- Coupe du monde 1992 :
  - Classement général : 19e
- Coupe du monde 1993 :
  - Classement général : 15e
- Coupe du monde 1994 :
  - Classement général : 21e
    - 1 victoire en géant : Alta Badia
- Coupe du monde 1995 :
  - Classement général : 48e
- Coupe du monde 1996 :
  - Classement général : 23e
- Coupe du monde 1997 :
  - Classement général : 15e
    - 1 victoire en géant : Sölden
- Coupe du monde 1998 :
  - Classement général : 25e
- Coupe du monde 1999 :
  - Classement général : 16e
- Coupe du monde 2000 :
  - Classement général : 36e
- Coupe du monde 2001 :
  - Classement général : 44e
- Coupe du monde 2002 :
  - Classement général : 78e

### Arlberg-Kandahar
- Meilleur résultat : 7e place dans les combinés 1992 à Garmisch, 1993 à Garmisch et 1994 à Chamonix

## Carrière d'entraîneur
- Centre de formation N°7 Hérens Nendaz (SUS Valais) (Suisse) 2005-2007
- Centre national de performance NLZ Ouest Brigue Swiss-Ski (Suisse) 2007-2010
- Groupe technique slalom hommes Coupe du monde WC4 Swiss-Ski (Suisse) 2010-2012
- Groupe technique slalom hommes Coupe du monde WC3 Swiss-Ski (Suisse) 2012-2015
- Groupe technique slalom et géant hommes Coupe du monde FISI Fédération Italienne de Ski (Italie) 2016-2017
- Centre national de performance NLZ Ouest Brigue Swiss-Ski (Suisse) 2017-2019  .